# Sunset Song
Sunset Song ist ein britisches Filmdrama von Terence Davies aus dem Jahr 2015. Als Vorlage diente der 1932 erschienene Roman Sunset Song von Lewis Grassic Gibbon, der in Deutschland als Das Lied vom Abendrot publiziert wurde.

## Handlung
Auf einer Farm im ländlichen Aberdeenshire lebt die jugendliche Chris Guthrie mit ihren Eltern und drei Geschwistern auf einem Bauernhof. Chris gilt als die talentierteste Schülerin an ihrer Dorfschule, liest viele Bücher und will später Lehrerin werden. Nach einem Streit in der Familie vergewaltigt der herrschsüchtige Vater John Guthrie seine Frau Jean, die dadurch schwanger wird und nach einer anstrengenden Geburt Zwillinge zur Welt bringt. Die Familie muss daraufhin in ein größeres Heim in der Nähe umziehen. Jean fühlt sich immer unglücklicher in der Beziehung mit ihrem Ehemann und warnt ihre Tochter Chris vor dem Schrecken und der Erniedrigung einer Vergewaltigung. Unterdessen nimmt Chris ihr Lehramtsstudium auf. Als Jean erfährt, dass sie abermals von John schwanger ist, vergiftet sie sich und die neugeborenen Zwillinge. Die zwei jüngeren Geschwister werden bei kinderlosen Verwandten untergebracht, während die ältesten Kinder Will und Chris nun ihren Vater auf dem Bauernhof unterstützen müssen. Chris gibt hierfür ihr Studium auf.
Die Situation der Familie verschärft sich nochmals, als Will – der unter der Brutalität seines Vaters besonders leiden musste und oft geschlagen wurde – sich in Aberdeen eine Stellung sucht und später nach Argentinien auswandert. Bald erleidet John einen schweren Schlaganfall, womit die Arbeit auf dem Hof ganz in die Hände von Chris fällt. John tyrannisiert Chris von seinem Krankenbett und versucht seine Machtposition mit Drohungen zu wahren, doch sein körperlicher Zustand bessert sich nicht und er stirbt wenig später. In seinem Testament vermacht er seiner Tochter den ganzen Besitz. Anstatt den Hof zu verkaufen, entscheidet sich Chris dafür, auf der Farm zu bleiben und sie weiter zu bewirtschaften. Unterdessen kommt sie Ewan Tavendale, einem jungen Mann aus der Nachbarschaft, der auch ein Freund von Will ist, näher. Sie entscheiden sich zu heiraten, obwohl es im Dorf als unschicklich gesehen wird, dass Chris so schnell nach dem Tod ihres Vaters heiratet.
Die Ehe zwischen Chris und Ewan verläuft harmonisch, wenngleich er nicht ganz ihre Bildung und lebensbestimmende Liebe zur schottischen Landschaft nachvollziehen kann. Sie bekommen einen Sohn namens Ewan junior. Ein paar Jahre später bricht der Erste Weltkrieg aus und erreicht auch die schottische Provinz: Ewan will sich als junger Familienvater mit pazifistischen Ansichten eigentlich nicht für den Kriegsdienst verpflichten, aber im Dorf herrscht, auch durch die Predigten des Pfarrers und die Meinungen der Dorfautoritäten, ein hoher sozialer Druck. Jeder, der sich nicht meldet, wird als Feigling bezeichnet, außerdem sind Gesetze zur Zwangsrekrutierung geplant. Ewan zieht in den Krieg und kehrt in seinem Kurzurlaub als psychisch zermürbter, völlig veränderter Mann zurück: Er beleidigt und vergewaltigt Chris, die sich das allerdings nicht lange gefallen lässt und ihn mit einem Messer zurückhält. Die beiden scheiden ohne Abschiedskuss.
Später erhält Chris einen Brief mit der Information, dass Ewan in Belgien gestorben ist. Als Ewans Freund Chae auf Heimaturlaub zu ihr kommt, erfährt sie schließlich genaueres: Er wurde als Deserteur hingerichtet, als er zu Chris und seinem Sohn zurückkehren wollte, da er seiner Frau nie einen Abschiedskuss geben konnte. In der letzten Szene sieht man eine nachdenkliche, aber ungebrochene Chris auf einem Hügel stehend, sie erinnert sich im Untergang der Abendsonne an die Verstorbenen.

## Produktionshintergrund
Regisseur Terence Davies arbeitete über einen Zeitraum von 18 Jahren an dem Filmprojekt. Er war in den frühen 1970er-Jahren durch eine Hörspielserie der BBC auf den Roman von Lewis Grassic Gibbon aufmerksam geworden und war fasziniert von dem Buch. Während Sunset Song in Schottland immer noch einen Kultstatus besitzt, ist das Buch außerhalb Schottlands vergleichsweise wenig bekannt geworden. Nachdem Davies seine ersten Filmprojekte mit finanzieller Unterstützung des British Film Institutes realisieren konnte, fielen diese Geldmittel durch Umstrukturierungen des BFI in den frühen 2000er-Jahren weg. Erst nach seinem Filmdrama The Deep Blue Sea (2011) gelang es Davies, eine ausreichende Finanzierung für Sunset Song zu finden.
In der Hauptrolle besetzte Davies das ehemalige englische Star-Model Agyness Deyn in ihrer ersten großen Kinorolle. Nach eigenen Angaben habe er von Deyn vor der Zusammenarbeit an dem Film noch nie gehört, doch sie habe ihn bei dem Casting am meisten überzeugt. Neben Schottland wurden einige Sommerszenen auch in Neuseeland nahe der Stadt Christchurch, da der Film nur eine begrenzte Anzahl an Drehtagen haben durfte und das Wetter im Nordosten Schottlands, wo Gibbons Roman spielt, auch im Sommer meist regnerisch ist. Die Außenszenen des Filmes wurden auf 65mm-Film gedreht, die Innenszenen entstanden dagegen auf digitalem Material.

## Kritiken
Bei dem amerikanischen Kritikerportal Rotten Tomatoes hat der Film, basierend auf 114 Bewertungen durch professionelle Filmkritiker, eine positive Bewertung von 81 %.
Matt Zoller Seitz für RogerEbert.com bewertete den Film mit der Höchstwertung und schrieb, der Film vereine altmodische und neuartige Elemente des Filmemachens auf überzeugende Weise. Man fühle sich thematisch an John Fords Familiendramen und visuell an David Leans Leinwandepen erinnert, doch scheue Davies nicht davor, die hässlichen und harten Seiten des Lebens in Schottland am Anfang des 20. Jahrhunderts zu zeigen. Er schlachte die Schicksale aber nicht aus und behandele seine Figuren mit Empathie, zudem sei der Film sich stets des historischen, politischen und sozialen Kontexts der Handlung bewusst. Seitz lobte die Leistungen der Schauspieler und die Kameraarbeit von Michael McDonaugh. Der Film habe eine „stoische Qualität“ und insbesondere in den Voice-Overs der Hauptfigur ein „Bewusstsein über die Ewigkeit, dass selten im westlichen Kino ist.“
Unter den wenigen deutschsprachigen Kritiken schreibt der Filmbulletin, in Sunset Song habe Davies nur scheinbar die „schummrigen Innenräume“ seiner bisherigen Filme durch opulente Landschaftsaufnahmen ersetzt. Wie in vielen seiner Filme zeige Davies auch hier erneut ein gewalttätiges Familienleben. Die Melodramatik werde durch „elliptische Raffung“ untergraben, stattdessen zeige er in vielen Szenen sich spannungsreich anschweigende Familienmitglieder in „planimetrischen tableaux vivants, die bisweilen zu Stillleben erstarren“. Trotz der „distanzierten Inszenierung“ erzeuge Davies eine „große emotionale Nähe zu Chris“, auch Musik und gemeinsames Singen spielten wie in vielen seiner vorherigen Filme eine leitmotivische und strukturierende Rolle. Der „einfühlsame, in seiner Linearität gleichwohl konventionellste Film von Terence Davies“ erzähle vom Ende einer Epoche durch den Ausbruch des Ersten Weltkrieges.